# The Yes Album
A The Yes Album a Yes által kiadott stúdióalbumok sorában a harmadik, emellett az első, mely meghozta a sikereket. Ezen az albumon lehet először igazi, kiforrott Yes-zenét hallani. A zseniális gitáros, Steve Howe itt mutatkozott be az együttes rajongóinak, majd később ő lett a zenekar leghíresebb gitárosa, az elkövetkező albumok szinte mindegyikén szerepelt.
Szerepel az 1001 lemez, amit hallanod kell, mielőtt meghalsz című könyvben.

## Az album dalai
| 1. | Yours is no disgrace                          | Jon Anderson, Chris Squire, Steve Howe, Tony Kaye, Bill Bruford | 9:41 |
| 2. | Clap (koncertfelvétel)                        | Howe                                                            | 3:17 |
| 3. | Starship Trooper Life Seeker Disillusion Würm | Anderson Squire Howe                                            | 9:34 |

| 1. | I've Seen All Good People Your Move All Good People | Anderson Squire  | 6:56 |
| 2. | A Venture                                           | Anderson         | 3:18 |
| 3. | Perpetual Change                                    | Anderson, Squire | 8:54 |

## Közreműködtek
- Jon Anderson – ének
- Chris Squire – basszusgitár
- Steve Howe – gitár
- Bill Bruford – dob
- Tony Kaye – billentyűs hangszerek